# تشولولا تشينياما
تشولولا تشينياما (بالفرنسية: Tshiolola Tshinyama)‏ (مواليد 12 ديسمبر 1980 في كينشاسا) لاعب كرة قدم كونغولي ديمقراطي دولي يجيد اللعب في خط الوسط . يلعب حاليا لصالح نادي لوكيرين البلجيكي منذ 2007 .

## روابط خارجية
- تشولولا تشينياما على موقع قاعدة بيانات كرة القدم.إي يو (الإنجليزية)
- تشولولا تشينياما على موقع ناشيونال فوتبول تيمز (الإنجليزية)
- تشولولا تشينياما على موقع Soccerway.com (الإنجليزية)
- تشولولا تشينياما على موقع كووورة